# Bătălia de la Tampere
Bătălia de la Tampere a avut loc în martie-aprilie 1918 și fost principala bătălie din timpul Războiului civil din Finlanda.

## Desfășurarea ostilităților
Armata Alba, condusă de Mannerheim și-a lansat atacul la 16 martie 1918 la Längelmäki, 65 km nord-est de Tampere; în același timp alte unități albe au început să avanseze de-a lungul liniei Vilppula–Kuru–Kyröskoski–Suodenniemi, la nord și nord-vest de Tampere. Gărzile Roșii nu au putut face față atacului și au început sa se retragă în panică. Armata Albă a tăiat retragerea Gărzilor Roșii la sud de Tampere, în Lempäälä și a început să asedieze Tampere la 24 martie, intrând în oraș patru zile mai târziu.
Bătălia de la Tampere a fost cea mai mare și mai sângeroasă bătălie din Scandinavia până la acel moment. A fost de-asemenea și prima bătălie urbană din Finlanda, desfașurată în cimitirul Kalevankangas, pe strazile orașului și din casă în casă.

## Pierderi
Pierderile Armatei Albe au fost de peste 700 morți, inclusiv 50 jägeri.
Pierderile Gărzilor Roșii au fost de 1000-2000 morți și circa 11.000 de prizonieri. 
Pierderile colaterale (civili) au fost de 71 de persoane, în special datorită tirurilor de artilerie. Partea estică a orașului, cu construcții predominat din lemn, a fost complet distrusă.

## Consecințe
Bătălia de la Tampere a fost punctul culminant al războiului, ulterior trupele albe preluând inițiativa în toată Finlanda.
Dupa înfrângere, Gărzile Roșii s-au retras spre est iar Armata Albă a atacat Viipuri, principalul oraș al Kareliei, pe care l-a cucerit 29 aprilie. 
Rezistența Gărzilor Roșii în sud-vestul Finlandei a încetat la 5 mai 1918.